# Букіла
Букіла (рум. Buchila) — село у повіті Бакеу в Румунії. Входить до складу комуни Ніколає-Белческу.
Село розташоване на відстані 232 км на північ від Бухареста, 13 км на південь від Бакеу, 95 км на південний захід від Ясс, 145 км на північний захід від Галаца, 131 км на північний схід від Брашова.

## Населення
За даними перепису населення 2002 року у селі проживали 588 осіб, з них 587 осіб (99,8%) румунів. Усі жителі села рідною мовою назвали румунську.